# George Walter Mason
George Walter Mason (* 12. März 1891 in Valley City, North Dakota; † 9. Oktober 1954 in Detroit, Michigan) war ein US-amerikanischer Industrieller. Er war Vorstandsvorsitzender und Präsident von Kelvinator (1928–1937), Nash-Kelvinator Corporation (1937–1954) und American Motors Corporation (1954).

## Die ersten Jahre
George W. Mason wurde in Valley City (North Dakota) geboren. Er studierte an der University of Michigan, wo er dann auch einen besonderen Studiengang für Ingenieurstudenten einrichtete, die drei Jahre Ingenieurausbildung mit einem Abschlussjahr Betriebswirtschaft kombinierte.
Mason hatte in seiner Jugend in örtlichen Autowerkstätten gearbeitet, und als er sein Diplom von der University of Michigan bekam, ging er zu Studebaker. Bis zu seinem Eintritt in die Armee im Ersten Weltkrieg wechselte er etliche Male seine Arbeitsstelle. 1921 errang Mason durch Walter P. Chrysler eine Anstellung bei Maxwell-Chalmers, die Chrysler reorganisiert hatte und zur Entwicklung seiner eigenen Automarke nutzte.
Von Maxwell-Chalmers wechselte Mason 1926 zu Copeland Products in Detroit, bevor er Präsident der Kelvinator Corporation, eines führenden Herstellers elektrischer Kühlschränke, wurde. Unter Mason vervierfachte Kelvinator ihre Erträge und wurde trotz der Weltwirtschaftskrise Zweiter im Markt für Haushaltskühlschränke hinter dem Marktführer Frigidaire, der damals zu GM gehörte.

## Nash Motors
Als sich Charles W. Nash, der Gründer von Nash Motors, nach einem Nachfolger umsah, empfahl ihm Walter Chrysler Mason. Mason lehnte Nashs Angebot anfangs ab, aber als Nash ihn fragte, was ihn zu einem Wechsel zu Nash Motors bewegen könnte, forderte er, dass Kelvinator in diesem Geschäft eingeschlossen sein müsste. Nash sah in dieser Idee eine Chance; General Motors hatte Frigidaire, BorgWarner hatte Norge Appliance und Chrysler baute seine eigenen Klimaanlagen. Nash und Mason wurden sich handelseins und im November 1936 wurde die Fusion bekannt gegeben. Beide Firmen fusionierten und Mason wurde Präsident der neuen Nash-Kelvinator Corporation. Bis 1940 hatte es Mason geschafft, den Marktanteil von Kelvinator zu vergrößern und Nash Motors zu sanieren.
Nach dem Zweiten Weltkrieg begann Mason zusammen mit Nils Eric Wahlberg, dem Chefingenieur von Nash, die Möglichkeiten von stromlinienförmigen Karosserien für große Autos zu erforschen. Die beiden entwickelten einen neuen, aerodynamischen Stil für die Nash-Automobile des Modelljahrgangs 1949, indem sie die Karosserie bis zu den Vorderrädern verlängerten. Dieses neue Design wurde als Nash Airflyte eingeführt und die abgedeckten Vorderräder blieben bis 1957 ein Markenzeichen von Nash.
Mason begeisterte sich auch für kleine Autos, insbesondere für das Konzept eines kleinen, billigen Autos, das in die künftige Nash-Modellpalette eingefügt werden sollte. Das Ergebnis waren drei neue Modellreihen von „Kompaktwagen“:
- Der Nash Rambler – Masons Vision eines kleinen, preisgünstigen Kompaktwagens veränderte sich unter dem Einfluss der Rohstoffengpässe: Mason brachte kein abgespecktes Sparmodell heraus, sondern eine gut ausgestattete Cabriolimousine.
- Der Nash-Healey – der erste US-amerikanische Sportwagen nach der Weltwirtschaftskrise, entwickelt zusammen mit Partnern in Großbritannien und Italien.
- Der Nash Metropolitan – ein Kleinwagen, der in Zusammenarbeit mit der britischen Austin Motor Company gebaut wurde.

Aber General Motors und die Ford Motor Company fochten einen Kampf um die Vorherrschaft auf dem Automobilmarkt aus, der 1945 begann, als Fords neuer Präsident, Henry Ford II, den brennenden Wunsch verspürte, seine Firma wieder zur Nummer eins zu machen. Ab 1953 spürten die unabhängigen Autohersteller auch die Auswirkungen von Fords Plan, Zehntausende von Autos zu Schnäppchenpreisen auf den Markt zu werfen, um gegen GM den Titel des größten Autoherstellers zu erringen. General Motors und Chrysler antworteten mit den gleichen Mitteln. Nun wurde der Markt mit Autos überflutet, die sich von den Händlern nur mit großen Rabatten verkaufen ließen. Das schwächte vor allem unabhängige Hersteller wie Studebaker, Packard, Willys-Overland, Hudson, Kaiser Motors und Nash, welche ihre Autos mit großem Verlust verkaufen mussten, um mit den niedrigeren Produktionskosten von GM, Ford und Chrysler wenigstens einigermaßen Schritt halten zu können.

## American Motors Corporation
Mason verband Nash Motors und Hudson Motor Car Co., um gemeinsame Stärken nutzen zu können. Zwar fanden Fusionsgespräche von Nash mit verschiedenen anderen unabhängigen Automobilherstellern statt, schließlich kam es in den ersten Monaten des Jahres 1954 aber nur zur Fusion von Nash und Hudson, aus der American Motors Corporation hervorging. Parallel kam es 1953 und 1954 zu Zusammenschlüssen von Willys und Kaiser sowie Studebaker und Packard.
Wenige Monate nach Abschluss der Fusionsverhandlungen verstarb Mason mit 63 Jahren an akuter Pankreatitis und Lungenentzündung. Masons Protégé, der Vizepräsident von AMC, George W. Romney, wurde sein Nachfolger. Eine der ersten Handlungen von Romney war es, Gerüchte über weitere Fusionsgespräche mit Studebaker-Packard oder anderen Herstellern auszuräumen. Masons Angaben im Time Magazine zufolge hätte eine Fusion von AMC und Studebaker-Packard den zweitgrößten Automobilhersteller der Welt nach GM ergeben.

## Vermächtnis
Mason war früher Präsident von Ducks Unlimited (Umweltschutzorganisation zur Erhaltung von Feuchtgebieten) gewesen. Aus seinem Nachlass hinterließ er der Umweltschutzbehörde von Michigan 6,1 km² Land mit 23 km Uferlinie entlang des Au Sable River, den heutigen Mason Tract. Bedingung des Vermächtnisses war, dass der Staat Michigan das Gelände als Landschaftsschutzgebiet ausweisen musste, kein Stück davon verkauft und Camping für die nächsten 25 Jahre verboten  werde. Der Staat Michigan hält das Campingverbot bis heute aufrecht (Stand Januar 2023). In Übereinstimmung mit Masons Wünschen bleibt das Land frei von Bebauung oder Umgestaltung mit Ausnahme einer einfachen Kapelle, die 1960 von Masons Familie errichtet wurde.